# Abrothrix andinus
Abrothrix andinus är en däggdjursart som först beskrevs av Philippi 1858.  Abrothrix andinus ingår i släktet Abrothrix och familjen hamsterartade gnagare. Inga underarter finns listade.
Denna gnagare förekommer i Anderna i Sydamerika. Utbredningsområdet sträcker sig från södra Peru över västra Bolivia till norra Chile och norra Argentina. Arten vistas i bergskedjans höga delar.